# Скарамуш (фільм, 1923)
Скарамуш (англ. Scaramouche) — американська мелодрама режисера Рекса Інгрема 1923 року.

## Сюжет
Коли дворянин вбиває найкращого друга, адвокат стає революціонером, щоб помститися.

## У ролях
- Ллойд Інгрехам — Квентін де Керкадіо
- Еліс Террі — Аліна де Керкадіо - його племінниця
- Рамон Новарро — Андре-Луї Моро - його хрещений син
- Льюїс Стоун — маркіз де ла Тур Д'Азур
- Джулія Свейн Гордон — графиня де Плюгастель
- Вільям Хамфрі — лицар де Чабріллан
- Отто Метьюсон — Філіп де Вільморін
- Джордж Сігман — Дантон
- Бовдіч М. Тернер — Чепелір
- Джеймс А. Маркус — Бінет
- Луїза Карвер — глядачка у театрі (в титрах не вказана)